# Landtagswahl in Tirol 1949
- SPÖ: 8
- ÖVP: 24
- VDU: 4

Die Landtagswahl in Tirol 1949 fand am 9. Oktober 1949 statt. Dabei verloren die Österreichische Volkspartei (ÖVP) und die Sozialistische Partei Österreichs (SPÖ) deutliche Stimmenanteile und verloren jeweils zwei Mandate an die Wahlpartei der Unabhängigen (WdU), die 1949 erstmals kandidierte. Die Kommunistische Partei Österreichs (KPÖ) scheiterte wie bereits 1945 am Einzug in den Landtag, den die Vierte Partei (4.P.) ebenfalls klar verfehlte.
1949 waren 237.912 Menschen bei der Landtagswahl stimmberechtigt, wobei dies eine Steigerung der Wahlberechtigten um 59.803 Personen bedeutete. Der Grund in der starken Steigerung der Wahlberechtigten war dabei vor allem dadurch begründet, das zahlreiche ehemalige Nationalsozialisten wieder das Stimmrecht erhalten hatten. Auch die Wahlbeteiligung war gegenüber 1945 stark von 89,89 % auf 96,57 % gestiegen.

## Gesamtergebnis
|                                         | Ergebnisse 1949 | Ergebnisse 1949 | Ergebnisse 1949 | Ergebnisse 1945  | Ergebnisse 1945  | Ergebnisse 1945  | Differenzen | Differenzen | Differenzen |  |
| --------------------------------------- | --------------- | --------------- | --------------- | ---------------- | ---------------- | ---------------- | ----------- | ----------- | ----------- |  |
| Wahlberechtigte                         | 237.912         | 237.912         | 237.912         | 178.109          | 178.109          | 178.109          | + 59.803    | + 59.803    | + 59.803    |  |
| Wahlbeteiligung                         | 96,57 %         | 96,57 %         | 96,57 %         | 87,89 %          | 87,89 %          | 87,89 %          | + 6,68 %    | + 6,68 %    | + 6,68 %    |  |
|                                         | Stimmen         | %               | Mand.           | Stimmen          | %                | Mand.            | Stimmen     | %           | Mand.       |  |
| Abgegebene Stimmen                      | 229.756         |                 |                 | 156.535          |                  |                  | + 73.221    |             |             |  |
| Ungültig                                | 5.306           | 2,31 %          |                 | 3.377            | 2,16 %           |                  | + 1.929     | + 0,15 %    |             |  |
| Gültig                                  | 224.450         | 97,69 %         |                 | 153.158          | 97,84 %          |                  | + 71.292    | - 0,15 %    |             |  |
| Partei                                  |                 |                 |                 |                  |                  |                  |             |             |             |  |
| Österreichische Volkspartei (ÖVP)       | 126.510         | 56,36 %         | 24              | 106.955          | 69,83 %          | 26               | + 19.555    | - 13,47 %   | - 2         |  |
| Sozialistische Partei Österreichs (SPÖ) | 53.801          | 23,97 %         | 8               | 42.863           | 27,99 %          | 10               | + 10.938    | - 4,02 %    | - 2         |  |
| Wahlpartei der Unabhängigen (WdU)       | 39.092          | 17,42 %         | 4               | nicht kandidiert | nicht kandidiert | nicht kandidiert | + 39.092    | + 17,42 %   | + 4         |  |
| Kommunistische Partei Österreichs (KPÖ) | 3.667           | 1,63 %          | 0               | 3.340            | 2,18 %           | 0                | + 327       | - 0,55 %    | ± 0         |  |
| Vierte Partei (4.P.)                    | 1.380           | 0,61 %          | 0               | nicht kandidiert | nicht kandidiert | nicht kandidiert | + 1.380     | + 0,61 %    | ± 0         |  |
| Gesamt                                  | 224.450         | 100,00 %        | 36              | 153.158          | 100,00 %         | 36               | + 71.292    |             |             |  |